# العلاقات الجنوب سودانية السيراليونية
العلاقات الجنوب سودانية السيراليونية هي العلاقات الثنائية التي تجمع بين جنوب السودان وسيراليون.

## مقارنة بين البلدين
هذه مقارنة عامة ومرجعية للدولتين:
| وجه المقارنة                                              | جنوب السودان                  | سيراليون       |
| --------------------------------------------------------- | ----------------------------- | -------------- |
| المساحة (كم2)                                             | 619.75 ألف                    | 71.74 ألف      |
| عدد السكان (نسمة)                                         | 12.58 مليون                   | 7.56 مليون     |
| الكثافة السكانية (ن./كم²)                                 | 20.3                          | 105.38         |
| العاصمة                                                   | جوبا                          | فريتاون        |
| اللغة الرسمية                                             | لغة إنجليزية                  | لغة إنجليزية   |
| العملة                                                    | جنيه جنوب سوداني، جنيه سوداني | ليون سيراليوني |
| الناتج المحلي الإجمالي (بليون دولار)                      | 2.90 مليار                    | 3.77 مليار     |
| الناتج المحلي الإجمالي (تعادل القوة الشرائية) بليون دولار | 22.88 مليار                   | 10.13 مليار    |
| الناتج المحلي الإجمالي الاسمي للفرد دولار أمريكي          | 73                            | 653            |
| الناتج المحلي الإجمالي للفرد دولار أمريكي                 | 2.02 ألف                      | 1.97 ألف       |
| مؤشر التنمية البشرية                                      | 0.467                         | 0.413          |
| رمز المكالمات الدولي                                      | +211                          | +232           |
| رمز الإنترنت                                              | .ss                           | .sl            |
| المنطقة الزمنية                                           | ت ع م+03:00                   | 00             |

## منظمات دولية مشتركة
يشترك البلدان في عضوية مجموعة من المنظمات الدولية، منها:
| علم المنظمة | اسم المنظمة                               | تاريخ انضمام جنوب السودان | تاريخ انضمام سيراليون |
| ----------- | ----------------------------------------- | ------------------------- | --------------------- |
|             | مؤسسة التنمية الدولية                     | 18 أبريل 2012             | 13 نوفمبر 1962        |
|             | البنك الإفريقي للتنمية                    | ?                         | ?                     |
|             | مؤسسة التمويل الدولية                     | 18 أبريل 2012             | 10 سبتمبر 1962        |
|             | الأمم المتحدة                             | 14 يوليو 2011             | 27 سبتمبر 1961        |
|             | الاتحاد الدولي للاتصالات                  | 3 أكتوبر 2011             | 30 ديسمبر 1961        |
|             | منظمة الشرطة الجنائية الدولية             | ?                         | ?                     |
|             | البنك الدولي للإنشاء والتعمير             | 18 أبريل 2012             | 10 سبتمبر 1962        |
|             | الاتحاد البريدي العالمي                   | ?                         | ?                     |
|             | المركز الدولي لتسوية المنازعات الاستشارية | 18 مايو 2012              | 14 أكتوبر 1966        |
|             | وكالة ضمان الاستثمار متعدد الأطراف        | 18 أبريل 2012             | 20 يونيو 1996         |
|             | الاتحاد الأفريقي                          | ?                         | ?                     |
|             | يونسكو                                    | 27 أكتوبر 2011            | 28 مارس 1962          |

## وصلات خارجية
- موقع وزارة الخارجية الجنوب سودانية